# Paavo Rantanen
Paavo Ilmari Rantanen (ur. 28 lutego 1934 w Jyväskylä) – fiński dyplomata i menedżer, w 1995 minister spraw zagranicznych.

## Życiorys
Absolwent nauk politycznych, ukończył studia na Uniwersytecie Helsińskim. W 1958 podjął pracę w ministerstwie spraw zagranicznych, w jego strukturze był m.in. dyrektorem departamentu (1976–1979) i podsekretarzem stanu (1979–1981). Pełnił funkcję ambasadora Finlandii przy ONZ w Genewie (1981–1986) oraz w Stanach Zjednoczonych (1986–1988). Od 1988 wchodził w skład rady dyrektorów przedsiębiorstwa Nokia.
Od 3 lutego 1995 do 13 kwietnia 1995 był ministrem spraw zagranicznych w rządzie, którym kierował Esko Aho. Jego poprzednik Heikki Haavisto ustąpił z tej funkcji z powodu choroby. W latach 2002–2004 był przewodniczącym Fińskiego Stowarzyszenia Atlantyckiego.